# Himeji
Himeji (姫路市, Himeji-shi) és una ciutat localitzada a la prefectura de Hyōgo, la regió de Kansai, Japó.
L'1 de maig de 2016, la ciutat tenia una població estimada de 534.881 habitants, amb 213.950 llars i una densitat de població de 1.000,84 persones per km². La superfície total és de 534,43 km².
La ciutat està envoltada de muntanyes i mar. Per tant, Himeji sempre ha estat una ciutat una mica aïllada, tot i que la gent local és coneguda per la seva hospitalitat.

## Història
Himeji ha estat el centre de la província de Harima des del període Nara. Després de la batalla de Sekigahara, Ikeda Terumasa va rebre un feu a la província de Harima i va establir el domini Himeji. Va ampliar el castell Himeji i la seva ciutat fortificada.
Himeji va ser la capital de la prefectura de Himeji (posteriorment prefectura de Shikama) des del 1871, però la prefectura es va fusionar amb la prefectura de Hyōgo el 1876. La ciutat de Himeji es va establir l'1 d'abril de 1889. Després del terratrèmol del Gran Kantō de 1923, el govern japonès hauria considerat traslladant la capital de la nació de Tòquio a Himeji.
El 27 de març del 2006, la ciutat de Yasutomi (del districte de Shisō), la ciutat de Kōdera (del districte de Kanzaki) i les ciutats de Ieshima i Yumesaki (ambdues del districte de Shikama) es van fusionar amb Himeji.

### Atac aeri
Durant la Segona Guerra Mundial, Himeji va ser seleccionada com a objectiu pel XXI Comandament de Bombers dels Estats Units perquè servia com a important terminal ferroviària i contenia dues grans zones militars. El 3 de juliol de 1945 a les 16:23 (JST), 107 avions van enlairar per bombardejar Himeji. Durant la incursió, es van llançar 767 tones de bombes incendiàries sobre Himeji, destruint el 63,3% de les zones urbanitzades de la ciutat. No obstant això, el famós castell de Himeji va romandre extraordinàriament il·lès, fins i tot amb una bomba de foc caiguda sobre ell. Això ha provocat que molts residents de Himeji creguessin que el castell estava divinament protegit.

## Llocs d'interès
Originalment era una ciutat castellera, Himeji alberga el castell Himeji, declarat Patrimoni de la Humanitat per la UNESCO. Durant més de 400 anys, el castell Himeji ha estat intacte, fins i tot durant l'extens bombardeig de Himeji durant la Segona Guerra Mundial i desastres naturals com el gran terratrèmol de 1995 de Hanshin i diversos tifons. Altres atraccions inclouen el temple Engyō-ji, el mont Seppiko, el parc central Himeji (un parc de safari), el jardí botànic Tegarayama de la ciutat de Himeji al parc central de Tegarayama i el jardí Koko-en.

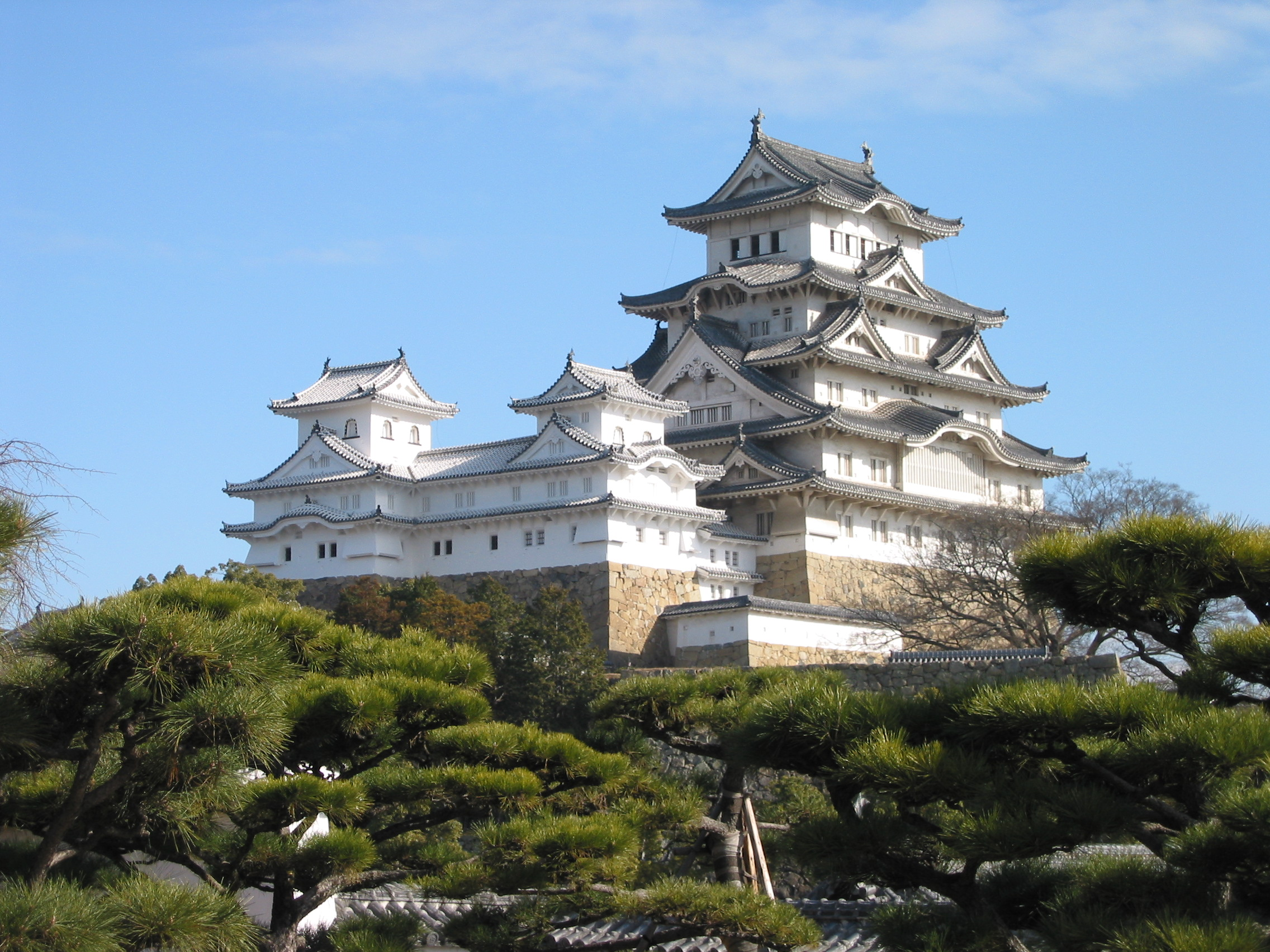
Castell Himeji
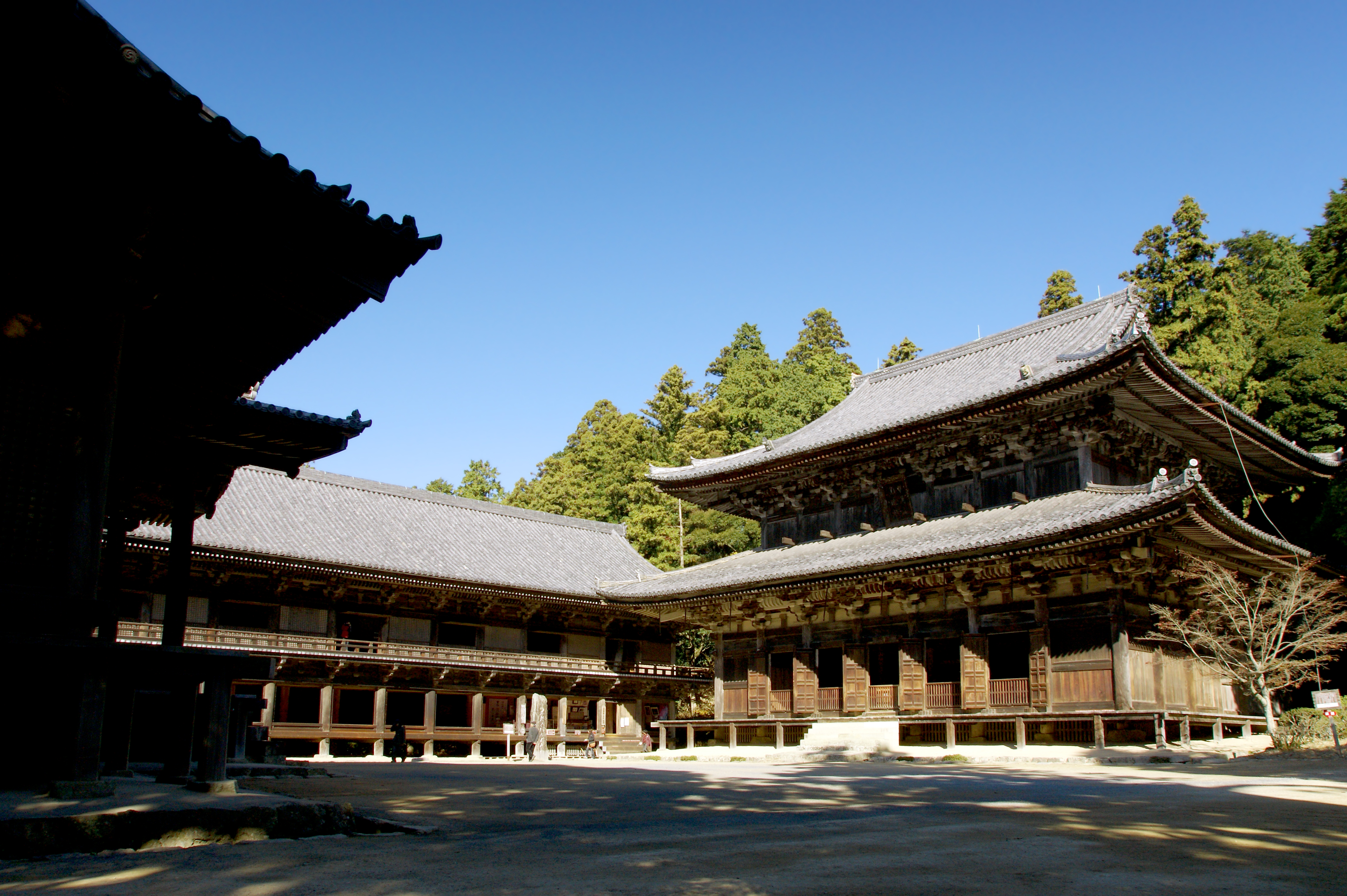
Engyō-ji
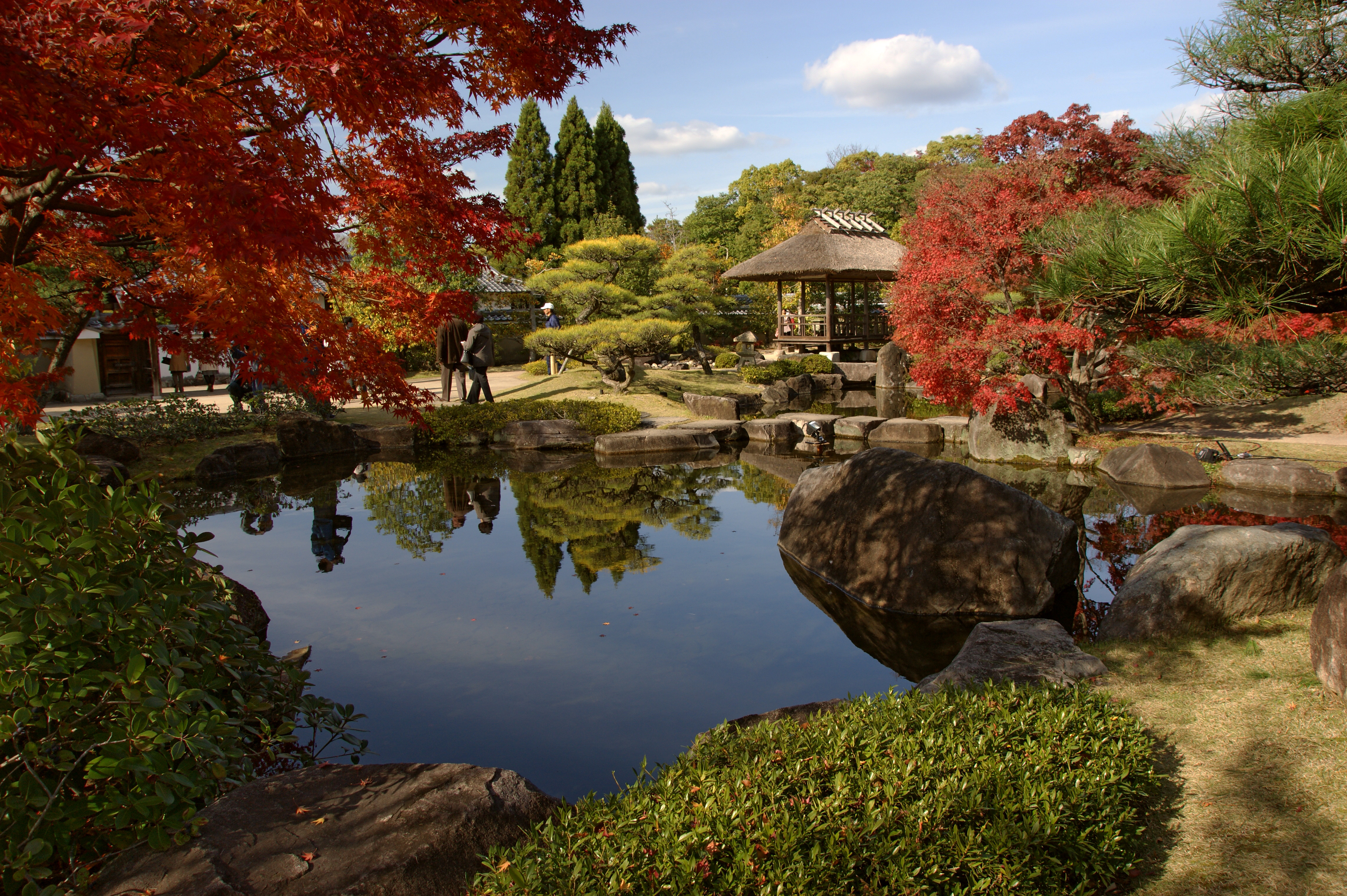
Jardí Koko-en
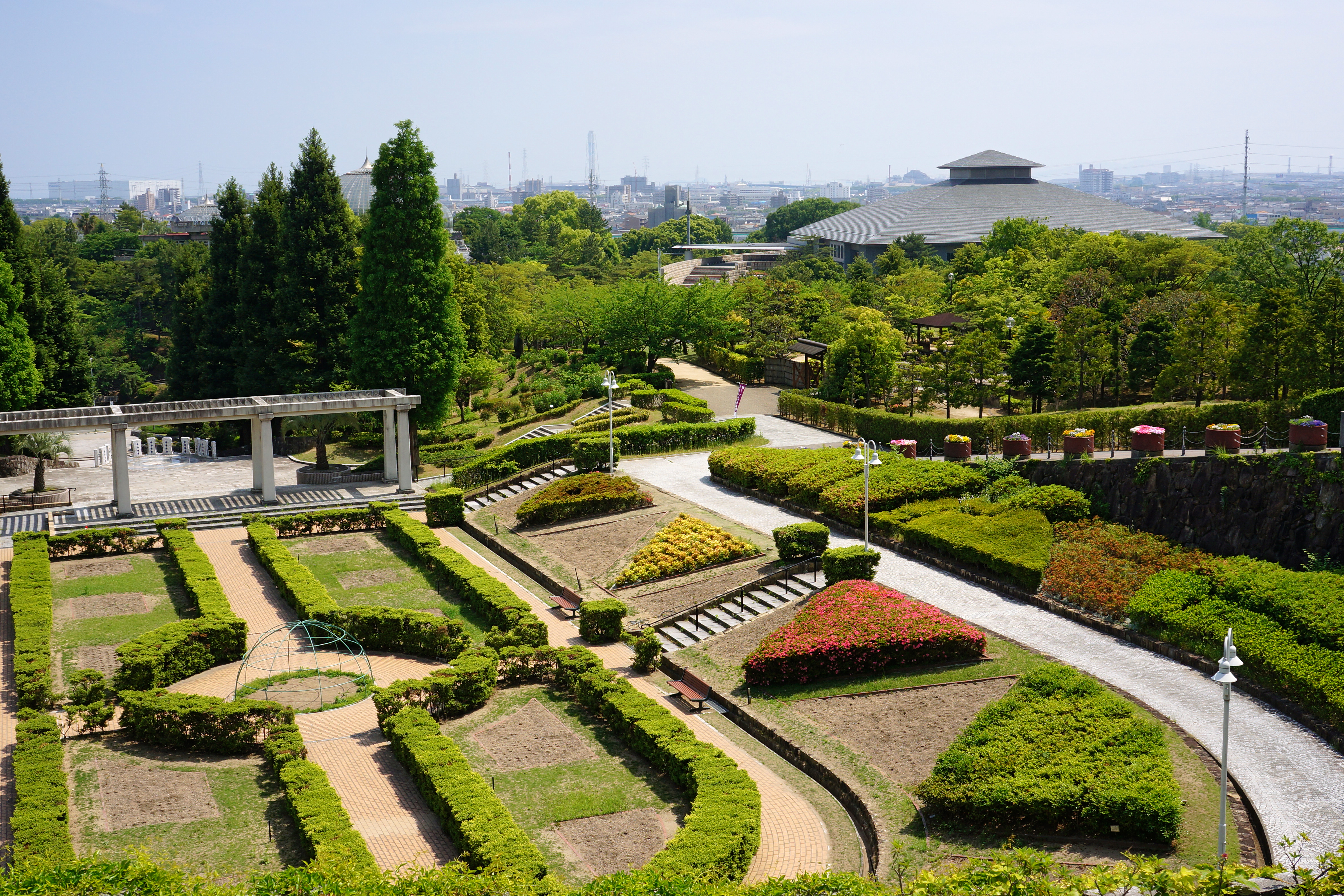
Parc central Tegarayama

## Clima
Tsuyama té un clima subtropical humit (Classificació climàtica de Köppen) amb estius molt càlids i hiverns freds. Les precipitacions són importants durant tot l'any, però a l'hivern són una mica més baixes.

## Persones notories
- Kuroda Kanbei (黒 田 官兵 衛) (1546-1604), famós estrateg de Toyotomi Hideyoshi
- Mikinosuke Kawaishi (川 石 酒 造 之 助) (1899-1969), judoka
- Aya Matsuura (松浦 亜 弥) (1986-), animadora
- Psycho le Cému (サイコ・ル・シェイム), banda de visual kei rock
- Kenzō Takada (高田 賢 三) (1939-2020), dissenyador de moda
- Tetsuro Watsuji (和 辻 哲 郎) (1889-1960), filòsof i historiador
- Masahisa Takenaka (竹 中 正 久) (1933-1985), el 4t kumicho de Yamaguchi-gumi, el sindicat de Yakuza més gran del Japó